# Shanon Carmelia
Shanon David Carmelia (ur. 20 marca 1989 w Boca Samí) – piłkarz z Curaçao występujący na pozycji obrońcy, zawodnik FC Lienden. Reprezentant reprezentacji Curaçao

## Życiorys

### Kariera klubowa
Carmelia pochodzi z miasta Boca Samí i rozpoczynał swoją karierę piłkarską w tamtejszym zespole CRKSV Jong Colombia. W latach 2007–2008 był zawodnikiem C.S.D. Barber. 1 lipca 2008 przeszedł do czwartoligowych rezerw holenderskiego klubu NEC Nijmegen z Nijmegen. Potem występował w klubach: JVC Cuijk (2012–2016) i IJsselmeervogels (2016–2019). 
24 czerwca 2019 holenderski klub FC Lienden poinformował o podpisaniu umowy z Carmelią, umowa do 30 czerwca 2020; bez odstępnego.

### Kariera reprezentacyjna
W 2011 roku Carmelia znalazł się w składzie reprezentacji Curaçao U-23 na turniej kwalifikacyjny do Igrzysk Olimpijskich w Londynie. Wystąpił wówczas w trzech spotkaniach, zdobywając dwie bramki w wygranej 2:0 konfrontacji z Grenadą, a jego drużyna odpadła już w fazie wstępnej i nie zakwalifikowała się na olimpiadę.
W seniorskiej reprezentacji Antyli Holenderskich Carmelia zadebiutował 9 czerwca 2008 na stadionie Ergilio Hato Stadium (Willemstad, Curaçao) w przegranym 0:1 meczu towarzyskim z Wenezuelą i był to jego jedyny występ w tej kadrze. W reprezentacji Curaçao, spadkobiercy rozwiązanej kadry Antyli Holenderskich, zadebiutował za to 7 września 2011 w przegranym 2:4 spotkaniu z Haiti w ramach eliminacji do Mistrzostw Świata 2014. Pierwsze dwie bramki w kadrze narodowej strzelił w tych samych rozgrywkach, 15 listopada 2011 w wygranej 6:1 konfrontacji z Wyspami Dziewiczymi Stanów Zjednoczonych, jednak zawodnicy Curaçao nie zdołali zakwalifikować się na mundial.

## Sukcesy

### Klubowe
IJsselmeervogels
- Zwycięzca Tweede Divisie: 2016/2017

### Reprezentacyjne
Curaçao
- Zdobywca Pucharu Króla Tajlandii: 2019